# Dendroskusea
Dendroskusea is een muggengeslacht uit de familie van de steekmuggen (Culicidae).

## Soorten
- D. kanarensis (Edwards, 1934)
- D. micropterus (Giles, 1901)
- D. periskelata (Giles, 1902)
- D. ramachandrai (Reuben, 1967)
- D. reginae (Edwards, 1922)